# سمفونی شماره ۲ (هایدن)

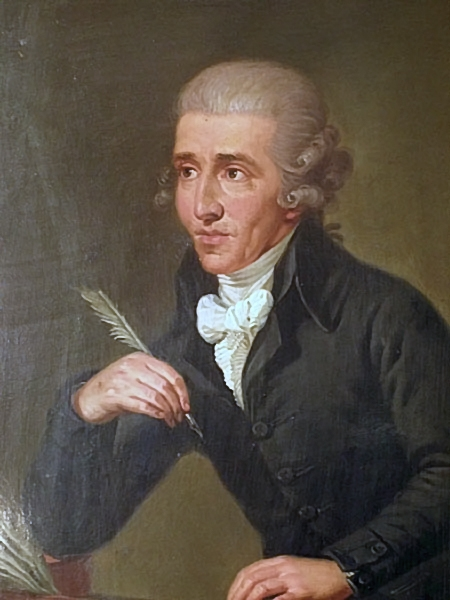
تک‌چهره‌ای از یوزف هایدن (حدود ۱۷۷۰)

سمفونی شماره ۲ (به انگلیسی: Symphony No. 2) در دو ماژور، هوبوکن یک/۲ (Hoboken I/2)، یکی از سمفونی‌های آغازین یوزف هایدن است. او این اثر را در سه موومان و به احتمالِ بسیار در میانهٔ سال‌های ۱۷۵۷ و ۱۷۶۱ تصنیف کرده است.